# Daryl Gates
Daryl Gates, född Darrel Francis Gates den 30 augusti 1926 i Glendale, Kalifornien, död 16 april 2010 i Dana Point, Kalifornien, var en amerikansk polistjänsteman som var högste chef för staden Los Angeles poliskår, Los Angeles Police Department (LAPD), från 1978–1992.

## Biografi
Gates växte upp i Glendale under den stora depressionen med en alkoholiserad far som ofta åkte in i fyllecell. 
Under andra världskriget tjänstgjorde han i USA:s flotta i Stillahavskriget. Efter militärtjänstgöringen började han läsa på ett community college i Pasadena, bildade familj och påbörjade studier vid University of Southern California (som han långt senare slutförde). Efter att hustrun blev gravid övertygades han att börja som polisman vid Los Angeles Police Department 1949 för att få en stadig inkomst.
Som polisman steg han fort i graderna, från att ha varit patrullerande polisman 1949 till att 1978 bli dess högsta polischef, direkt ansvarig inför stadens borgmästare. Gates ledde brottsutredningen kring Mansonfamiljens mord och var den som initierade den första polisiära SWAT-styrkan i USA på 1960-talet.
I samband med den filmade misshandeln av Rodney King och de därefter följande raskravallerna i staden, kritiserades Gates hårt för vad en del uppfattade som maktfullkomlighet och rasism inom Los Angeles poliskår. Kravallerna fick också till följd att Gates avgick från sin post samma år. 
1992 gav han ut en självbiografi, Chief: My Life in the LAPD, samt har även varit med och utvecklat spelserien SWAT, liksom spelet Police Quest: Open Season. 
Gates avled till följd av cancer 16 april 2010.